# Thomas de Quincey
Thomas Penson de Quincey (Greenheys, 15 agosto 1785 – Edimburgo, 8 dicembre 1859) è stato uno scrittore, giornalista e traduttore britannico, fra i più originali e significativi del suo tempo.

## Vita e opera
Nato in un sobborgo di Manchester, quarto degli otto figli di sua madre Elizabeth Penson (circa 1756-1846) e di Thomas Quincey (1753-1793), originario del Lincolnshire e commerciante dedito all'importazione di tessuti. Il padre, persona vicina al pensiero liberale, fu l'autore di A Short Tour in the Midland Counties of England (1774), oppositore della pratica dello schiavismo e membro fondatore della Manchester Literary and Philosophical Society.
Pochi mesi dopo la nascita di Thomas la famiglia si trasferì nel distretto di Moss Side. Il padre, che contrasse la tubercolosi e per curarsi trascorse lunghi periodi in Giamaica, a Madera e in Portogallo, rientrava raramente in Inghilterra e l'infanzia del piccolo Thomas, un bambino gracile e di salute cagionevole, fu dominata da figure femminili: dalla madre, una donna severa e autoritaria e dalla sorella maggiore Elisabeth alla quale era molto legato e che perse la vita nell'estate del 1792. L'anno successivo tornò il padre che, gravemente malato, morì il 18 luglio del 1793.

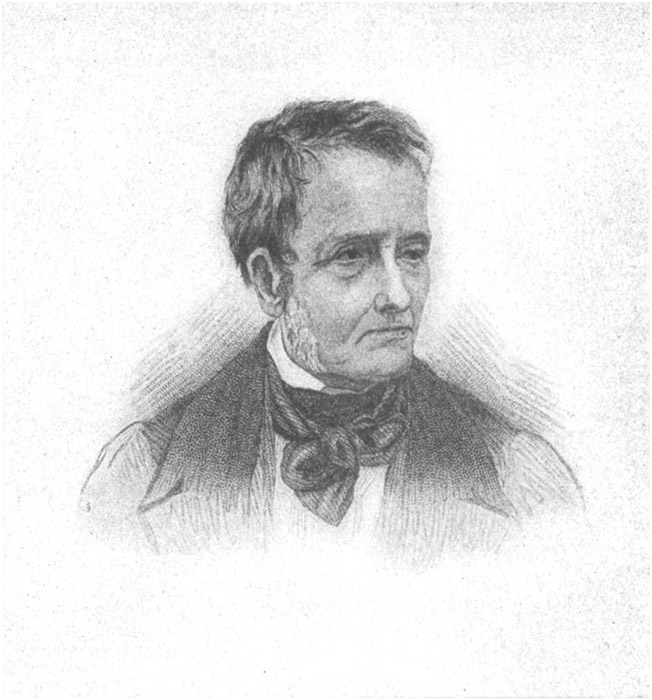
Thomas de Quincey dal Modern English Books of Power, di George Hamlin Fitch.

Il giovane venne iscritto alla Grammar School della sua città, che però abbandonò nel 1802, iniziando a girovagare per il Galles, il sud dell'Inghilterra e infine Londra, che raggiunse nel novembre di quello stesso anno. Nella capitale inglese riuscì a sbarcare il lunario grazie all'aiuto di una fanciulla, Ann, che egli ricordò con nostalgia nella sua più celebre creazione, Le confessioni di un mangiatore d'oppio.
Nel 1804 si iscrisse presso il Worcester College dell'Università di Oxford, città dove risiedette per alcuni anni e nella quale contrasse la dipendenza all'oppio, assunto inizialmente per le forti nevralgie di cui soffriva, ma che col tempo divenne un vizio devastante e dispendioso. Nel 1809 si trasferì a Grasmere, paesetto della contea di Westmorland, nella regione della Cumbria (Inghilterra settentrionale), dove iniziò a frequentare Coleridge, anch'egli oppiomane, residente nelle vicinanze, e Wordsworth, domiciliato nello stesso borgo. Nel 1813 conobbe Margareth Simpson, figlia di un fattore, che sposò quattro anni più tardi, dopo la nascita di William, primo dei suoi otto figli. Dopo aver diretto, fra il 1818 e il 1819, un giornale locale, The Westmoreland Gazette, iniziò a collaborare stabilmente con alcune testate fra cui il noto London Magazine.
In quegli anni la sua situazione economica si fece sempre più critica: l'oppio divorava le entrate del giovane e ne minava la salute; i debiti si accumulavano incessantemente. De Quincey meditò di tornare con la propria famiglia a Manchester, ma, improvvisamente, l'uscita de Le Confessioni di un mangiatore d'oppio, affascinante narrazione autobiografica apparsa prima a puntate sul London Magazine (1821), poi in volume (1822), gli assicurò fama e danaro.

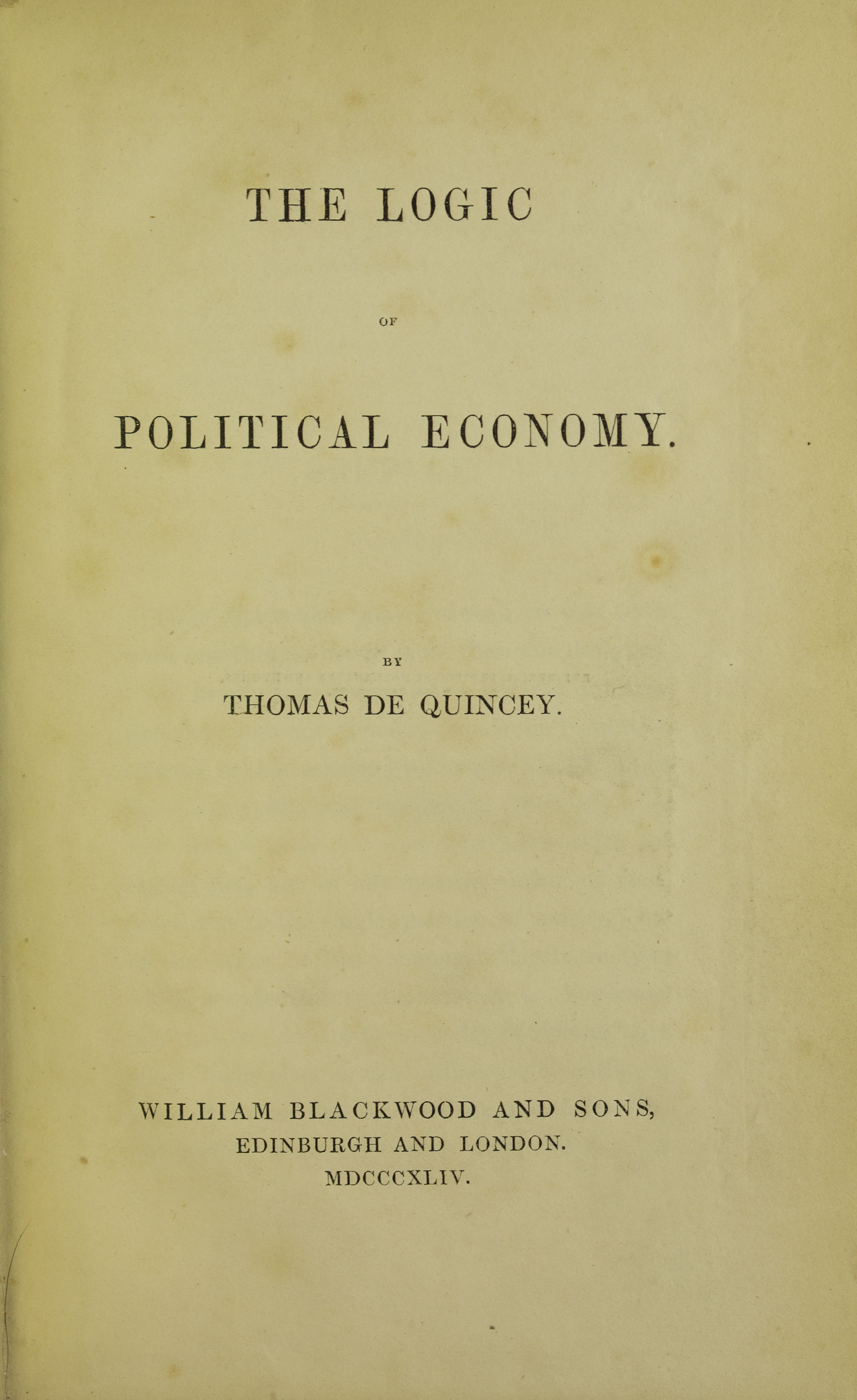
Logic of political economy, 1844

De Quincey non riuscì più a ripetere il grande successo di pubblico ottenuto con le Confessions. Il romanzo Klosterheim (1832), pur non passando inosservato, fu venduto in poche migliaia di esemplari. Più diffusione ebbero invece gli oltre duecento articoli, dissertazioni e saggi usciti a puntate in vari quotidiani e riviste letterarie fra cui il già citato London magazine, il Blackwood magazine e il Tait's magazine. Le pubblicazioni vertono sui più disparati argomenti: dalla critica letteraria (On the Knocking at the gate in Macbeth 1823, Bussano alla porta di Macbeth) all'economia (The logic of political economy, 1844) dall'umorismo macabro (Murder considered as one of the fine arts, ovvero L'Assassinio come una delle belle arti del 1827) alle fantasticherie oniriche (Suspiria de Profundis, 1845) dalle indiscrezioni biografiche (Reminiscences of the english lake poets, 1834 in cui descrive, condendola con numerose aneddoti e qualche pettegolezzo, la vita e l'opera di alcuni scrittori suoi contemporanei) all'attualità politica e di costume (The English Mail-Coach 1849, Il postale inglese) e alle note autobiografiche.
De Quincey pubblicò, tre anni prima della sua morte, una nuova edizione di Le confessioni di un mangiatore d'oppio mantenendo anche in età avanzata, nonostante l'abuso di droghe (da cui, sembra, riuscì a liberarsi solo sessantenne) una notevole vitalità e lucidità mentale. Nel dicembre del 1859 si spense, all'età di settantacinque anni, nella città di Edimburgo, scelta come propria residenza fin dal 1830.

## Confessioni di un mangiatore d'oppio
Celeberrima narrazione autobiografica, considerata uno dei capolavori della letteratura inglese della prima metà del XIX secolo, Le confessioni di un mangiatore d'oppio (1821) descrivono la parabola umana ed artistica del suo autore nell'Inghilterra dei primi anni dell'Ottocento. La veste data da De Quincey a questa specie di cursus vitae è quella di un affascinante contenitore in cui trovano posto divagazioni, introspezioni, curiosità, fatti di costume e informazioni mediche. Numerose appaiono, nel testo, le notizie biografiche relative alla fanciullezza e alla giovinezza errabonda dello scrittore, condite con citazioni colte in latino, greco, italiano e francese. Un accenno viene fatto anche ad alcune personalità letterarie dell'Inghilterra del tempo, e in primo luogo a Coleridge, amico dell'autore.
Purtuttavia, al centro della narrazione, idolo e demone di De Quincey è l'oppio, il cui consumo, se ha permesso allo scrittore di scoprire nuove sensazioni e di raggiungere una forma di illusoria libertà spirituale, lo ha reso gradualmente schiavo, divenendo col tempo centro delle sue preoccupazioni quotidiane e della sua stessa esistenza. L'autore in nessun momento esprime una chiara condanna di questa sostanza, e, meno ancora, indulge in considerazioni di carattere moralistico. In piena epoca vittoriana (1856) Thomas de Quincey poté curare tranquillamente, come si è accennato, una nuova edizione delle sue Confessioni, ampliata in alcuni suoi punti, senza incontrare alcuna difficoltà e anzi, con l'incondizionato appoggio dei suoi stessi editori.

## Pensiero, stile e influenza
De Quincey si inserisce nelle correnti romantiche sviluppatesi già pienamente nell'Inghilterra del suo tempo: la delicata intimità dei sentimenti e le languide fantasie che percorrono tanta parte della sua produzione lo collocano a fianco delle grandi personalità letterarie del tempo e in particolare a Coleridge e Wordsworth, suoi amici nella vita oltre che nella creazione estetica. Alcune sue peculiarità in qualche modo ne fanno un anticipatore di tensioni e fermenti decadenti che avrebbero trovato in Francia la loro massima espressione nella seconda metà dell'Ottocento. Insoddisfatto e sconvolto da inquietudini esistenziali che lo portarono ad andare oltre la banalità del reale, anche attraverso l'utilizzo di droghe, De Quincey tracciò, soprattutto nelle sue Confessioni, un cammino poi ripreso da Charles Baudelaire, dichiaratosi suo incondizionato ammiratore, dai parnassiani e dai simbolisti. Negli Stati Uniti Edgar Allan Poe si riallacciò, in alcuni suoi immortali racconti, all'umorismo disincantato e nero del De Quincey traslandolo alla Baltimora di metà Ottocento.. Anche gli scrittori argentini Jorge Luis Borges e Adolfo Bioy Casares hanno ammirato Thomas de Quincey a cui si sono talvolta ispirati.

## Riferimenti nella cultura di massa
Da Le confessioni di un mangiatore d'oppio è stato tratto, nel 1962, un film americano dal titolo omonimo, diretto da Angel Zugsmith e interpretato dall’attore Vincent Price.
Il regista italiano Dario Argento ha voluto intitolare un suo film di successo Suspiria (1977), rendendo in tal modo volutamente omaggio a Thomas de Quincey e alle fantasie oniriche riportate dallo scrittore nel romanzo Suspiria de Profundis (1845). Più in generale l'intera trilogia argentiana sulle Tre Madri, che oltre a Suspiria comprende Inferno (1980) e La terza madre (2007), è stata profondamente ispirata dal Suspiria de Profundis, ed in particolare dal capitolo Levana e le "Nostre Signore del Dolore". A questo libro si sono ispirati anche i registi Luigi Cozzi realizzando il film Il gatto nero (1989), e Luca Guadagnino con il film Suspiria nel 2018, remake del film di Argento.

## Opere
- Confessions of an English Opium-eater (Le confessioni di un mangiatore d'oppio), 1821
- On the Knocking at the Gate in Macbeth (Bussano alla porta di Macbeth), 1823
- Historico-critical Inquiry into the Origin of the Rosicrucians and Free-masons (Inchiesta storico-critica sull'origine dei Rosacroce e della massoneria), 1824
- Murder Considered As One of the Fine Arts (L'assassinio come una delle belle arti), 1827
- The Last Days of Kant (Gli ultimi giorni di Immanuel Kant), 1827
- Toilette of the Hebrew Lady (L'abbigliamento della dama ebrea), 1828
- Klosterheim, 1832
- Reminiscences of the English Lake Poets (I poeti dei laghi), 1834
- Revolt of the Tartars, 1837
- The Household wreck, 1838
- The Avenger (Il vendicatore), 1838
- The Casuistry of Roman Meals [orig.: Dinner Real and Reputed] (La casistica dei pasti romani), 1839
- The Pagan Oracles, 1842
- The Logic of Political Economy, 1844
- Suspiria de Profundis, 1845
- Secret Societies (Le Società Segrete), 1847
- The Nautico Military-Nun of Spain (Avventure di una monaca vestita da uomo), 1847
- Joan of Arc, 1847
- The English Mail Coach (Il postale inglese), 1849
- Judas Iscariot (Giuda Iscariota), 1853

### Edizioni in lingua originale
- (EN) Thomas De Quincey, Logic of political economy, Edinburgh and London, Blackwood and Sons, 1844. URL consultato il 26 giugno 2015.

- (EN) Thomas De Quincey, Autobiographic sketches, Edinburgh, Black, Adam ; Black, Charles, 1862. URL consultato il 26 giugno 2015.

- (EN) Thomas De Quincey, Caesars, Edinburgh, Black, Adam ; Black, Charles, 1862. URL consultato il 26 giugno 2015.

- (EN) Thomas De Quincey, Confessions of an English opium-eater, Edinburgh, Black, Adam ; Black, Charles, 1862. URL consultato il 26 giugno 2015.

- (EN) Thomas De Quincey, Recollections of the lakes and the lake poets, Edinburgh, Black, Adam ; Black, Charles, 1862. URL consultato il 26 giugno 2015.

- (EN) Thomas De Quincey, Biographies of Shakspeare, Pope, Goethe and Schiller, Edinburgh, Black, Adam ; Black, Charles, 1863. URL consultato il 26 giugno 2015.

- (EN) Thomas De Quincey, Dr Samuel Parr, Edinburgh, Black, Adam ; Black, Charles, 1863. URL consultato il 26 giugno 2015.

- (EN) Thomas De Quincey, English mail coach, Edinburgh, Black, Adam ; Black, Charles, 1863. URL consultato il 26 giugno 2015.

- (EN) Thomas De Quincey, Protestantism, Edinburgh, Black, Adam ; Black, Charles, 1863. URL consultato il 26 giugno 2015.

- (EN) Thomas De Quincey, Suspiria de profundis, Edinburgh, Black, Adam ; Black, Charles, 1871. URL consultato il 26 giugno 2015.

- (EN) Thomas De Quincey, Speculations literary and philosophic, Edinburgh, Black, Adam ; Black, Charles, 1862. URL consultato il 26 giugno 2015.

- (EN) Thomas De Quincey, Style and rhetoric, Edinburgh, Black, Adam ; Black, Charles, 1862. URL consultato il 26 giugno 2015.

- (EN) Thomas De Quincey, Coleridge and opium-eating, Edinburgh, Black, Adam ; Black, Charles, 1863. URL consultato il 26 giugno 2015.

- (EN) Thomas De Quincey, Leaders in literature, Edinburgh, Black, Adam ; Black, Charles, 1863. URL consultato il 26 giugno 2015.

- (EN) Thomas De Quincey, Richard Bentley, Edinburgh, Black, Adam ; Black, Charles, 1863. URL consultato il 26 giugno 2015.

- (EN) Thomas De Quincey, Last days of Immanuel Kant, Edinburgh, Black, Adam ; Black, Charles, 1871. URL consultato il 26 giugno 2015.